# József Batthyány
József Batthyány (Viena, 30 de janeiro de 1727 - Bratislava, 22 de outubro de 1799) foi um cardeal do século XVIII e XIX

## Nascimento
Nasceu em Viena em 30 de janeiro de 1727. De família nobre, tinha o título de conde. Ele foi o segundo dos cinco filhos do Príncipe Imperial Lajos Batthyány e Theresa Kinsky von Wchinitz und Tettau, por cuja influência ingressou no sacerdócio. Batizado nesse mesmo dia com os nomes József Félix János Nepomuk Ádám. Os outros filhos foram Adam Wenzel, Michael, Theodor Franz Xaver Emmerich Felix Johann Nepomuk e Philipp Ulrich Josef Richard Nikolaus Tolentinus.

## Educação
Ele recebeu sua educação secundária ( ginásio ) em Köszegen; mais tarde, estudou direito e teologia na Universidade de Trnava. Recebeu as insígnias do carácter clerical e das ordens menores em 31 de janeiro de 1751; o subdiaconado em 3 de maio de 1751; e o diaconado em 9 de maio de 1751.

## Sacerdócio
Ordenado em 29 de junho de 1751. Nomeado cônego do capítulo da catedral de Esztergom pelo Arcebispo primaz Miklós Csáky em 1752. Auditor de causas e prefeito do Seminário de Tirnov. Reitor em Pozsony (Bratislava) e arquidiácono de Tekov, 1755. Nomeado grão-reitor do Colégio Maior de Szent Michael de Castro Ferreo, arquidiocese de Esztergom, em 6 de maio de 1753. Nomeado ao episcopado pela rainha da Hungria em 13 de maio, 1759.

## Episcopado
Eleito bispo de Erdély (Alba Iulia ou Transilvânia), em 13 de julho de 1759. Consagrado, em 12 de dezembro de 1759, igreja de Sankt Péter, Viena, por Christoph Anton von Migazzi, arcebispo de Viena, assistido por Franz Xaver Anton Marxer, bispo titular de Crisopoli di Arabia, auxiliar de Viena, e por Dom Revay, auxiliar de Viena (1). Nomeado pela Imperatriz Maria Theresia para a sé metropolitana de Kalocsa-Bács em 22 de maio de 1760. Promovido pelo papa a essa sé metropolitana, 15 de dezembro de 1760; nessa mesma data o papa concedeu-lhe o pálio. Avaliando a situação da arquidiocese em 1761, percebeu que havia muitas vilas e paróquias sem sacerdote e, para remediar a situação, organizou em cada aldeia uma Sociedade de Educação Cristã, que conquistou o apoio da Imperatriz Maria Teresa. Condecorado com a grã-cruz da Ordem Austríaca de Sankt Stefan, 1765. Manteve relações estreitas com cientistas e literatos. Transferido para a sede metropolitana e primacial de Esztergom, em 20 de maio de 1776; nessa mesma data o papa concedeu-lhe o pálio. Como fizera em Kalocsa-Bács, aumentou o número de paróquias; também, ele garantiu que a Igreja mantivesse seu caráter húngaro pregando apenas em húngaro, e nomeou como padroeiros das novas paróquias a Virgem Maria, Szent Istvánt (Santo Estêvão) e Szent Lászlót (Santo Ladislau). Ele demoliu o palácio episcopal de Bratislava e fez com que Melchior Hefelével, um arquiteto classicista do barroco tardio, construísse um novo entre 1777 e 1781; a decoração interior do palácio foi feita pelos artistas mais famosos de Viena; as pinturas do teto da capela, como a construiu um novo entre 1777 e 1781; a decoração interior do palácio foi feita pelos artistas mais famosos de Viena; as pinturas do teto da capela, como a construiu um novo entre 1777 e 1781; a decoração interior do palácio foi feita pelos artistas mais famosos de Viena; as pinturas do teto da capela, como aApoteose de Szent Laszló , foi feita por Franz Anton Maulbertsch; e um retábulo foi pintado por seu assistente Andreas Matthias Zeilinger. Também construiu um parque de vida selvagem, Nyaralókastélyt, entre 1779 e 1783, no qual existia um salão com coleções de arte.

## Cardinalato
Criado cardeal sacerdote no consistório de 1º de junho de 1778; o papa enviou-lhe o barrete vermelho com breve apostólico datado de 6 de junho de 1778; recebeu o chapéu vermelho e o título de S. Bartolomeo all'Isola no consistório celebrado pelo Papa Pio VI no palácio imperial de Viena em 19 de abril de 1782. Ele mediou entre o papa e o imperador José II durante a visita evitando uma ruptura entre os dois. Após a visita papal, parecia que, ainda que brevemente, havia surgido a possibilidade de reconciliação. Mas logo o imperador assumiu a administração da Igreja dos bispos que chefiavam uma instituição chamada Comitê da Igreja. O primaz teve que decidir entre dois males: ou rejeitar a medida e colocar a Igreja como inimiga do governo, ou aceitar uma disposição que atacasse a própria legitimidade da Igreja. Depois de uma grave agonia mental, o cardeal fez uma escolha de compromisso: emitir um protesto solene contra a nova organização. A decisão do cardeal foi reprovada por Roma. Depois, ignorando os protestos do cardeal, o imperador aboliu as novas ordens religiosas e, em 1783, nacionalizou os seminários. Logo, seguiu-se a proibição de procissões e peregrinações "desnecessárias" e caras; e outro até limitando a duração dos sermões. Embora o decreto imperial sobre os seminários tenha afectado os bispos que lideraram uma resistência silenciosa, estas últimas proibições foram rejeitadas pelo povo porque essas práticas trouxeram alguma cor às suas vidas. O cardeal tentou mediar e atenuar o conflito, mas foi em vão. O imperador José II morreu em 20 de fevereiro de 1790, após retirar vários de seus regulamentos. Em 10 de junho de 1790, o parlamento foi inaugurado em Buda e o cardeal Joseph Batthyány cumprimentou o novo governante da Hungria, o rei Leopoldo II. Ele coroou o rei Leopoldo II em Bratislava em 15 de novembro de 1790. Ele coroou o rei húngaro Ferenc I em Buda em 6 de junho de 1792. Ele construiu o palácio primacial em Bratislava. Embora fosse principalmente conciliador com o imperador, ele protestou decisivamente contra algumas das medidas do Josefinismo, como a dissolução da ordem monástica Camaldulense Clarissan. Ele foi o mais importante patrono da arte barroca húngara. protestou decisivamente contra algumas das medidas do Josefinismo, como a dissolução da ordem monástica camaldulense Clarissan. Ele foi o mais importante patrono da arte barroca húngara. protestou decisivamente contra algumas das medidas do Josefinismo, como a dissolução da ordem monástica camaldulense Clarissan. Ele foi o mais importante patrono da arte barroca húngara.

## Morte
Morreu em Bratislava em 22 de outubro de 1799. Ele morreu durante a sede vacante do Papa Pio VI. Exposto e enterrado na catedral de Szent Martin, Bratislava.